# Edoardo Rusconi
Edoardo Rusconi, né le 2 avril 1946, à Varèse, en Italie, est un joueur et entraîneur italien de basket-ball. 

## Palmarès
Joueur
- Champion d'Italie 1969, 1970, 1971, 1973, 1974, 1978
- Coupe d'Italie 1969, 1970, 1971, 1973
- Coupe des clubs champions 1970, 1972, 1973, 1975
- Coupe intercontinentale 1970, 1973

Entraîneur
- Coupe des coupes 1980
- Meilleur entraîneur de Série A 1995